# 2090
Cette page concerne l'année 2090  du calendrier grégorien.
L'année 2090 est une année commune qui commence un dimanche.
C'est la 2090e année de notre ère, la 90e année du IIIe millénaire et du XXIe siècle et la 1re année de la décennie 2090-2099.

## Autres calendriers
- Calendrier hébraïque : 5850 / 5851
- Calendrier indien : 2011 / 2012
- Calendrier musulman : 1513 / 1514
- Calendrier persan : 1468 / 1469

## Événements prévisibles
- Le Fonds d'indemnisation des victimes du 11 septembre arrive à expiration.
- 23 septembre : éclipse solaire totale passant par la côte ouest du Groenland, traversant l'Atlantique Nord, puis touchant les côtes sud de l'Irlande et de la Grande-Bretagne, et finissant en France et en Belgique.